# Segunda Divisão 2017 (São Tomé und Príncipe)
Die Segunda Divisão de São Tomé 2017 war die zweithöchste Spielklasse im Fußball auf der Insel São Tomé, einem Teilstaat des afrikanischen Inselstaates São Tomé und Príncipe. Die Saison wurde mit zehn Mannschaften ausgetragen. Jede Mannschaft absolvierte 18 Spiele in einer Hin- und Rückrunde.
| Pl.                    | Verein                     | Sp. | S  | U | N  | Tore    | Diff. | Punkte |
| ---------------------- | -------------------------- | --- | -- | - | -- | ------- | ----- | ------ |
| 1.                     | SC São Tomé                | 18  | 13 | 3 | 2  | 071:310 | +40   | 42     |
| 2.                     | 6 de Setembro (N)          | 18  | 12 | 4 | 2  | 042:200 | +22   | 40     |
| 3.                     | CD Guadalupe               | 18  | 11 | 6 | 1  | 037:120 | +25   | 39     |
| 4.                     | Desportivo Palmar Lusitano | 18  | 8  | 4 | 6  | 034:310 | +3    | 28     |
| 5.                     | Ribeira Peixe (N)          | 18  | 7  | 2 | 9  | 030:460 | −16   | 23     |
| 6.                     | Santana FC (A)             | 18  | 6  | 5 | 7  | 036:330 | +3    | 23     |
| 7.                     | UD Amadora                 | 18  | 5  | 3 | 10 | 025:360 | −11   | 18     |
| 8.                     | Oque d'El Rei              | 18  | 4  | 5 | 9  | 021:370 | −16   | 17     |
| 9.                     | AD Kê Morabeza (A)         | 18  | 4  | 2 | 12 | 013:340 | −21   | 14     |
| 10.                    | Boavista FC                | 18  | 3  | 0 | 15 | 029:580 | −29   | 09     |
| Stand: Saisonende 2017 |                            |     |    |   |    |         |       |        |

Platzierungskriterien: 1. Punkte – 2. Tordifferenz – 3. geschossene Tore